# Danny Talbot
Daniel Peter « Danny » Talbot (né le 1er mai 1991 à Trowbridge) est un athlète britannique, spécialiste des épreuves de sprint.

## Biographie
Son père est britannique et sa mère est à moitié de Trinité-et-Tobago.
Il participe en 2010 aux Championnats du monde juniors, à Moncton, où il est éliminé en demi-finale du 200 m. En 2011, il remporte la médaille d'argent du relais 4 × 100 m lors des Championnats d'Europe espoirs, et fait partie de la sélection britannique lors des Mondiaux de Daegu. 
En 2012, peu après avoir couru en 20 s 66 à Birmingham, lors des Championnats d'Europe d'Helsinki, Daniel Talbot se classe troisième de l'épreuve du 200 m, en 20 s 95, derrière les Néerlandais Churandy Martina et Patrick van Luijk. 
Il remporte le même métal quatre ans plus tard à Amsterdam derrière l'Espagnol Bruno Hortelano et le Turc Ramil Guliyev. Le 17 août, il porte son record personnel à 20 s 25 lors des demi-finales des Jeux olympiques de Rio.
Le 15 avril 2017, Talbot réussit le temps de 19 s 86, mais n'est pas homologable comme record national à cause d'un vent trop élevé (+ 2,9 m/s). Il réalise 20 s 34 le 4 juin à Gavardo.
Le 7 août 2017, en séries des Championnats du monde de Londres, il bat son record personnel en 20 s 16. Éliminé en demi-finales, il se rattrape avec le relais 4 x 100 m où il devient champion du monde en 37 s 47, battant par la même occasion le record d'Europe de 37 s 73 datant de 1998. Les Britanniques devancent les États-Unis (37 s 52) et le Japon (38 s 04).
Embêté par une série de blessures depuis 2018, Danny Talbot annonce mettre un terme à sa carrière le 20 décembre 2021.

## Palmarès
| Date | Compétition                       | Lieu        | Résultat | Épreuve   | Temps   |
| ---- | --------------------------------- | ----------- | -------- | --------- | ------- |
| 2010 | Championnats du monde juniors     | Moncton     | —        | 4 x 100 m | DNF     |
| 2011 | Championnats d'Europe espoirs     | Ostrava     | 4e       | 200 m     | 20 s 71 |
| 2011 | Championnats d'Europe espoirs     | Ostrava     | 2e       | 4 × 100 m | 39 s 10 |
| 2012 | Championnats d'Europe             | Helsinki    | 3e       | 200 m     | 20 s 95 |
| 2013 | Championnats d'Europe espoirs     | Tampere     | 2e       | 200 m     | 20 s 46 |
| 2013 | Championnats d'Europe espoirs     | Tampere     | 1er      | 4 × 100 m | 38 s 77 |
| 2014 | Championnats d'Europe par équipes | Brunswick   | 2e       | 100 m     |         |
| 2014 | Jeux du Commonwealth              | Glasgow     | 2e       | 4 × 100 m | 38 s 02 |
| 2014 | Championnats d'Europe             | Zurich      | 1er      | 4 × 100 m | séries  |
| 2015 | Championnats d'Europe par équipes | Tcheboksary | 2e       | 200 m     | 20 s 62 |
| 2015 | Championnats d'Europe par équipes | Tcheboksary | 1er      | 4 x 100 m | 38 s 21 |
| 2015 | Championnats du monde             | Pékin       | —        | 4 x 100 m | DNF     |
| 2016 | Championnats d'Europe             | Amsterdam   | 3e       | 200 m     | 20 s 56 |
| 2017 | Relais mondiaux de l'IAAF         | Nassau      | finale   | 4 x 100 m | DNF     |
| 2017 | Championnats d'Europe par équipes | Lille       | 1er      | 4 x 100 m | 38 s 08 |
| 2017 | Championnats du monde             | Londres     | 1er      | 4 x 100 m | 37 s 47 |

## Records
| Épreuve | Performance | Lieu    | Date        |
| ------- | ----------- | ------- | ----------- |
| 100 m   | 10 s 14     | Bedford | 31 mai 2014 |
| 200 m   | 20 s 16     | Londres | 7 août 2017 |